# 诺鲁瓦勒塞克
诺鲁瓦勒塞克（法語：Norroy-le-Sec，法語發音：[nɔʁwa lə sɛk]）是法国默尔特-摩泽尔省的一个市镇，位于该省中北部，属于布里埃区。

## 地理
诺鲁瓦勒塞克（49°16'48"N, 5°48'39"E）面积13.77 平方千米，位于法国大東部大區默尔特-摩泽尔省，该省份为法国东北部内陆省份，是洛林的一部分，北邻比利时、卢森堡，北起顺时针与摩泽尔省、下莱茵省、孚日省和默兹省接壤。
与诺鲁瓦勒塞克接壤的市镇（或旧市镇、城区）包括：阿夫莱维尔、阿努、弗莱维尔-利克西耶尔、贡德勒库尔-艾克斯、茹德勒维尔、朗德尔、迈里-曼维尔、皮耶讷。

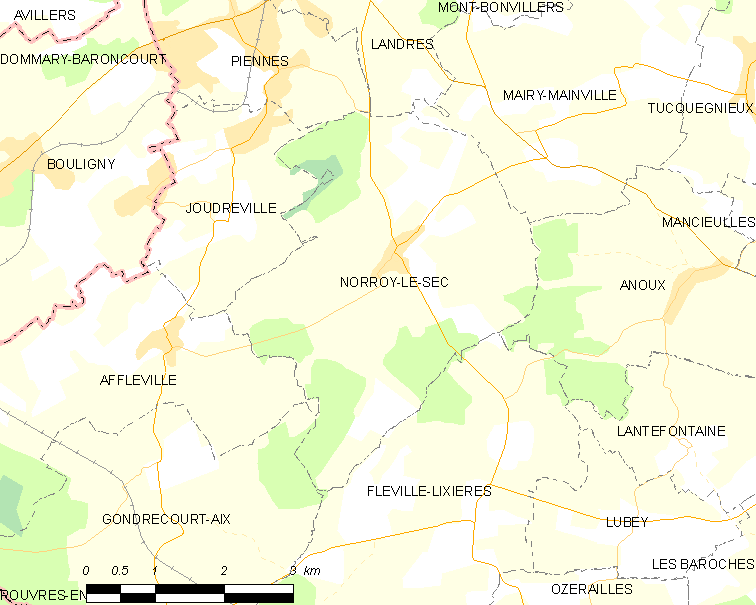
诺鲁瓦勒塞克的OSM定位图

诺鲁瓦勒塞克的时区为UTC+01:00、UTC+02:00（夏令时）。

## 行政
诺鲁瓦勒塞克的邮政编码为54150，INSEE市镇编码为54402。

## 政治
诺鲁瓦勒塞克所属的省级选区为布里埃地区县。

## 人口

1962-2008年间诺鲁瓦勒塞克人口变化图示

诺鲁瓦勒塞克于2022年1月1日时的人口数量为418人。